# مخاچ مرتضی‌علیف
مخاچ مرتضی‌علیف (به روسی: Махач Муртазалиев؛ زادهٔ ۴ ژوئن ۱۹۸۴) کشتی‌گیر پیشین روسیه‌ای و مربی کشتی آزاد است. او در دو دستهٔ وزنی ۶۶ و ۷۴ کیلوگرم برندهٔ دو مدال طلای مسابقات قهرمانی کشتی جهان (۲۰۰۵، ۲۰۰۷) و مدال برنز بازی‌های المپیک ۲۰۰۴ آتن شده است. مرتضی‌علیف همچنین دارندهٔ چهار مدال طلای مسابقات قهرمانی کشتی اروپا از ۲۰۰۴ تا ۲۰۰۸ است که سه بار پیاپی در ۲۰۰۶، ۲۰۰۷ و ۲۰۰۸ عنوان قهرمانی این رقابت‌ها را کسب کرد.
او از معدود کشتی‌گیرانی است که توانست بووایسار سایتیف را در دوران حرفه‌ای او شکست بدهد که این نتیجه در مسابقات انتخابی تیم ملی کشتی روسیه در دستهٔ ۷۴ ک‌گ رخ داد و مرتضی‌علیف با شکست سایتیف به قهرمانی جهان ۲۰۰۷ باکو رفت و مدال طلا را کسب کرد.